# عزيز بودربالة
عبد العزيز الإدريسي بودربالة (26 ديسمبر 1960 في الدار البيضاء) لاعب كرة قدم مغربي معتزل كان يجيد اللعب في خط الوسط.

## مسيرته
بدأ بودربالة مسيرته الرياضية في نادي الوداد الرياضي ثم في سنة 1984 انتقل إلى نادي سيون السويسري وساهم في تحقيق بطولة كأس سويسرا سنة 1986. في هذه الفترة انضم إلى تشكيلة منتخب المغرب المشارك في بطولة كأس العالم لكرة القدم 1986 وقدم أداء عالي المستوى وساهم بشكل كبير في تحقيق نتيجة التعادل السلبي أمام منتخبي إنجلترا وبولندا ثم الفوز بنتيجة كبيرة على منتخب البرتغال 3-1 وفي الدور الثمن النهائي خسر من منتخب ألمانيا الغربية 0-1. نتيجة لأداء الكبير احتل المركز الثاني في استفتاء أفضل لاعب أفريقي لسنة 1986 خلف مواطنه بادو الزاكي وأمام الكاميروني روجيه ميلا. بعد نهاية البطولة انتقل إلى نادي راسينغ باريس الفرنسي وساهم في احتلال النادي المركز الثاني في بطولة كأس فرنسا سنة 1990. بعدها انتقل إلى نادي ليون الفرنسي حتى اعتزاله.
حصل على دبلوم التدريب العالي من سويسرا وتم تعيينه في 26 مارس 2005 مساعدا لمدرب منتخب المغرب. في سنة 2006 تم تعيينه مدربا لنادي الوداد الرياضي.

## روابط خارجية
- عزيز بودربالة على موقع الاتحاد الدولي (مؤرشف)  (الإنجليزية)
- عزيز بودربالة على موقع قاعدة بيانات كرة القدم.إي يو (الإنجليزية)
- عزيز بودربالة على موقع ناشيونال فوتبول تيمز (الإنجليزية)